# 浄土宗の時間
浄土宗の時間（じょうどしゅうのじかん）は、浄土宗が提供していたラジオの宗教番組。制作幹事局は文化放送。

## 概要
浄土宗の住職が月替わりに出演し、聞き手のアシスタントの女性が進行する形式の宗教番組。
番組開始当初から2004年3月ごろまでは、浄土宗と関連が高い、大谷大学、佛教大学、または華頂短期大学の放送部部員の学生が進行役を務めており、番組の終わりに「この番組は〇〇大学放送部が制作を担当しました」とのアナウンスと、その大学の学風についての説明もあった。2004年4月以降、司会進行を文化放送の伊藤佳子アナウンサーが担当。2011年4月 - 2013年3月は女性歌手デュオPaix2も出演し、彼女らがカバーした『いのちの理由』がエンディングテーマに使われていた。
2014年4月からは「浄土宗のラジオ『法然さまの時間』」（じょうどしゅうのラジオ ほうねんさまのじかん）に改題。
番組宛のあて先は各放送局宛てではなく、番組内で告知される宛先（東京都港区芝公園所在の浄土宗文化局）であった。また、放送日がオリンピック中継や国際スポーツ中継の全民放ラジオ同時ネットと重なる場合は放送時間が変更されたり、休止になることもあった。
2016年3月6日の放送内で、番組終了が告知され、同年3月27日の放送を以て番組終了。55年の歴史に幕を閉じた。

## ネット局
2016年3月時点での放送時間。
| 放送対象地域 | 放送局名          | 放送時間         | 備考   |
| ------------ | ----------------- | ---------------- | ------ |
| 関東広域圏   | 文化放送（QR）    | 日曜 5:50 - 6:00 | 製作局 |
| 宮城県       | 東北放送（TBC）   | 土曜 5:30 - 5:40 |        |
| 北海道       | HBCラジオ         | 日曜 5:25 - 5:35 |        |
| 鹿児島県     | 南日本放送（MBC） | 日曜 5:30 - 5:40 |        |
| 関西広域圏   | MBSラジオ         | 日曜 5:35 - 5:45 |        |
| 中京広域圏   | CBCラジオ         | 日曜 6:05 - 6:15 |        |
| 福岡県       | RKBラジオ（RKB）  | 日曜 6:30 - 6:40 |        |
| 青森県       | 青森放送（RAB）   | 日曜 7:10 - 7:20 |        |
| 秋田県       | 秋田放送（ABS）   | 日曜 7:15 - 7:25 |        |